# Australian Aborigines League

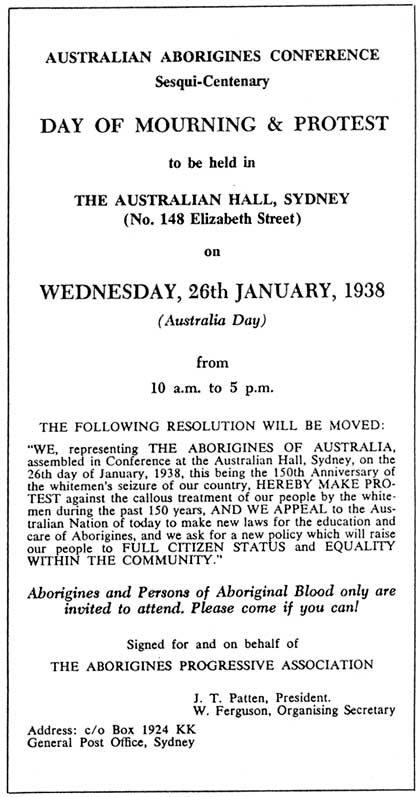
Dokument des Day of Mourning

Die Australian Aborigines League wurde durch William Cooper 1933 Jahre in Melbourne gegründet. Es war eine Organisation, die sich für Rechte der Aborigines einsetzte. Weitere Gründungsmitglieder waren Margaret Tucker, Caleb und Anna Morgan und Shadrach James. Diese League war die erste politische Vereinigung, die sich ausschließlich mit den Rechten der Aborigines befasste, und in ihr konnten nur Aborigines Mitglied sein.
Der politische Slogan der League war A fair deal for the dark race (Fairness für die dunkle Rasse) und sie verstand sich als die Interessensvertretung der gesamten Aborigines Australiens. Ihren Schwerpunkt hatte sie in Victoria, New South Wales, South Australia und Western Australia. Von 1934 bis 1936 entwickelte die League ein politisches 9-Punkte-Programm, das den Einfluss der Aborigines in der internationalen und nationalen Politik, keine Diskriminierung der Aborigines, Berücksichtigung der überkommenen Aborigines-Gesetze, gleiche Bürger- und Landrechte für Aborigines, gleiche Ausbildung und weitere Forderungen für die Aborigines einforderte.
William Cooper entwarf eine Petition an den britischen König Georg V., die eine direkte Repräsentation, das Stimmrecht der Aborigines im Parlament und die Übertragung der Rechte der Aborigines an ihrem ursprünglichen Land als Forderungen enthielt. Er und seine Organisationen sammelte von 1933 bis 1938 nahezu 2.000 Unterschriften dafür, obwohl regionale Verwaltungen und staatliche Regierungen sie darin behinderten.
1937 übergaben William Cooper und Australian Aborigines League eine Petition an den Premierminister von New South Wales, weil die Bewohner des Heimes der Cummeragunja-Station von einem neuen Verwalter A. J. McQuiggan mit Stockschlägen verprügelt wurden. Aus Protest, der als Cummeragunja Walk-off bekannt wurde, überquerten 150 bzw. 200 Bewohner der Station den Murray River und bauten ein Camp in Barmah auf.
Im Jahre 1937 verband sich William Ferguson, der Führer der Aborigines Progressive Association, mit Cooper zur Durchsetzung des „Day of Mourning“, der jedes Jahr am 26. Januar durchgeführt wird und im Jahre 1938 zur 150-Jahr-Feier des Beginns der britischen Kolonisation begonnen werden sollte. Mit diesem Tag wurde auch die Forderung nach den vollen bürgerlichen Rechten und der Gleichheit der Aborigines verbunden. Im Jahre 1940 wurde die Forderung nach diesem Tag verwirklicht. Dies war einer der größten Erfolg der politischen Bewegung der Aborigines im 20. Jahrhundert.
Als der Sekretär der League Cooper 1941 starb, gingen die politischen Aktivitäten zurück. Erst nach dem Zweiten Weltkrieg reorganisierten Douglas Nicholls und Eric und Bill Onus die League; sie wurde 1957 zur Aborigines Advancement League in Victoria.